# Kalungu (Fluss)
Der Kalungu, manchmal auch Karungu, ist ein linker Nebenfluss des Chambeshi in Sambia.

## Verlauf
Der Fluss hat sein Quellgebiet im Dreiländereck Sambia – Malawi – Tansania. Er fließt zunächst nach Süden und schwenkt dann nach Westen. Nach einigen Kilometern bildet er die Grenze zwischen den Distrikten Isoka und Nakonde. Bei dem Ort Kalungu quert er die Fernstraße T2, kurz nachdem er seinen ersten größeren Nebenfluss Nakonde von rechts aufgenommen hat. Er fließt weiter in südwestliche Richtung, bis er auf den Distrikt Chinsali trifft, dessen Grenze zu Nakonde er danach bildet. Hier knickt er auch nach Nordwesten ab und beschreibt einen weiten Bogen. Wenn er im Verlauf dieses Bogens wieder in westliche Richtung fließt, nimmt er seinen größten Nebenfluss, den Chosi von Norden auf. Ab hier bildet der Kalunga die Grenze zwischen der Provinz Muchinga und dem Distrikt Mungwi in der Nordprovinz. Der Kalunga mündet schließlich 50 km nordwestlich von Isoka in den Chambeshi.

## Hydrometrie
Die Durchflussmenge des Kalungu wurde an der hydrologischen Station Kalungu, etwa bei der Hälfte des Einzugsgebietes, über die Jahre 1965 bis 1991 gemessen (in m³/s).